# Nelly (rapper)
Cornell Haynes (Austin, Texas, 2 november 1974) is een Amerikaanse rapper en hiphopartiest, beter bekend onder het pseudoniem Nelly.

## Biografie
Haynes groeide op in St. Louis als zoon van een militair. Hij had talent voor honkbal en stond bij verschillende teams in de belangstelling als korte stop. Haynes had echter meer interesse in andere zaken en liet een sportcarrière versloffen.
Samen met Kyjuan, Ali, Murphy Lee en zijn broer City Spud maakte hij deel uit van de band St. Lunatics, waarmee ze in 1997 een lokaal hitje (Gimmie What You Got) scoorden. Solo was Haynes echter succesvoller. Hij maakte een aantal internationale hits en goedverkopende albums. Hij wordt zelfs als ambassadeur van de 'Southern Style Hiphop' gezien.

## Privé
Nelly is getrouwd met zangeres Ashanti, ze hebben samen een zoon. Uit eerdere relaties heeft hij vier kinderen.

## Discografie

### Albums
| Album met eventuele hitnotering(en) in de Nederlandse Album Top 100 | Datum van verschijnen | Datum van binnenkomst | Hoogste positie | Aantal weken | Opmerkingen      |
| ------------------------------------------------------------------- | --------------------- | --------------------- | --------------- | ------------ | ---------------- |
| Country grammar                                                     | 2000                  | 20-01-2001            | 8               | 37           |                  |
| Nellyville                                                          | 2001                  | 06-07-2002            | 4               | 33           |                  |
| Free city                                                           | 2001                  | -                     |                 |              | als St. Lunatics |
| Da derrty versions - The reinvention                                | 2003                  | -                     |                 |              |                  |
| Suit                                                                | 2004                  | 18-09-2004            | 17              | 7            |                  |
| Sweat                                                               | 2004                  | 18-09-2004            | 28              | 5            |                  |
| Brass knuckles                                                      | 24-06-2008            | -                     |                 |              |                  |
| 5.0                                                                 | 12-11-2010            | -                     |                 |              |                  |
| M.O.                                                                | 30-09-2013            | -                     |                 |              |                  |

| Album met hitnotering(en) in de Vlaamse Ultratop 200 albums | Datum van verschijnen | Datum van binnenkomst | Hoogste positie | Aantal weken | Opmerkingen |
| ----------------------------------------------------------- | --------------------- | --------------------- | --------------- | ------------ | ----------- |
| Country grammar                                             | 2000                  | 09-06-2001            | 24              | 13           |             |
| Nellyville                                                  | 2001                  | 06-07-2002            | 10              | 25           |             |
| Suit                                                        | 2004                  | 25-09-2004            | 43              | 7            |             |
| Sweat                                                       | 2004                  | 02-10-2004            | 62              | 5            |             |
| Brass knuckles                                              | 2008                  | 27-09-2008            | 90              | 1            |             |

### Singles
| Single met eventuele hitnotering(en) in de Nederlandse Top 40 | Datum van verschijnen | Datum van binnenkomst | Hoogste positie | Aantal weken | Opmerkingen                                                                              |
| ------------------------------------------------------------- | --------------------- | --------------------- | --------------- | ------------ | ---------------------------------------------------------------------------------------- |
| Country grammar                                               | 2000                  | 09-12-2000            | 31              | 6            | Nr. 20 in de Single Top 100                                                              |
| E.I.                                                          | 2001                  | 24-03-2001            | 36              | 3            | Nr. 30 in de Single Top 100                                                              |
| Ride wit' me                                                  | 2001                  | 16-06-2001            | 5               | 12           | met City Spud / Nr. 6 in de Single Top 100                                               |
| Where the party at                                            | 2001                  | 29-09-2001            | 38              | 3            | met Jagged Edge / Nr. 29 in de Single Top 100                                            |
| Batter up                                                     | 2001                  | 29-09-2001            | 37              | 3            | met St. Lunatics / Nr. 31 in de Single Top 100                                           |
| #1 (Roscoe)                                                   | 2001                  | 24-11-2001            | tip30           | -            | Nr. 52 in de Single Top 100                                                              |
| Girlfriend                                                    | 2002                  | 06-04-2002            | 10              | 11           | met *NSYNC / Nr. 8 in de Single Top 100                                                  |
| Hot in herre                                                  | 2002                  | 29-06-2002            | 4               | 15           | Nr. 3 in de Single Top 100                                                               |
| Dilemma                                                       | 2002                  | 19-10-2002            | 1(7wk)          | 18           | met Kelly Rowland / Nr. 1 in de Single Top 100 / Alarmschijf                             |
| Work it                                                       | 2003                  | 08-03-2003            | 17              | 6            | met Justin Timberlake / Nr. 16 in de Single Top 100                                      |
| Shake ya tailfeather                                          | 2003                  | 04-10-2003            | 20              | 6            | met P. Diddy en Murphy Lee / Nr. 21 in de Single Top 100                                 |
| Iz U                                                          | 2003                  | 22-11-2003            | tip11           | -            | Nr. 97 in de Single Top 100                                                              |
| My place                                                      | 2004                  | 28-08-2004            | 2               | 10           | met Jaheim Nr. 3 in de Single Top 100 / Alarmschijf                                      |
| Till ya head back                                             | 2004                  | 27-11-2004            | 16              | 5            | met Christina Aguilera / Nr. 16 in de Single Top 100                                     |
| Over and over                                                 | 2005                  | 12-03-2005            | 36              | 3            | met Tim McGraw / Nr. 28 in de Single Top 100                                             |
| N dey say                                                     | 2005                  | 30-07-2005            | tip3            | -            | Nr. 80 in de Single Top 100                                                              |
| Nasty girl                                                    | 2006                  | 28-01-2006            | 28              | 5            | met The Notorious B.I.G., Diddy, Jagged Edge & Avery Storm / Nr. 22 in de Single Top 100 |
| Call on me                                                    | 2006                  | 19-08-2006            | tip13           | -            | met Janet                                                                                |
| Party people                                                  | 2008                  | 07-06-2008            | tip16           | -            | met Fergie                                                                               |
| Just a dream                                                  | 2010                  | 04-12-2010            | 10              | 14           | Nr. 17 in de Single Top 100 / Alarmschijf                                                |
| Lose control (let me down)                                    | 05-09-2011            | 29-10-2011            | 20              | 7            | met Keri Hilson / Nr. 50 in de Single Top 100                                            |
| Cruise (Remix)                                                | 13-05-2013            | 22-06-2013            | 30              | 6            | met Florida Georgia Line / Alarmschijf                                                   |
| 4x4                                                           | 2014                  | 10-05-2014            | tip15           | -            | met Miley Cyrus / Nr. 56 in de Single Top 100                                            |
| Millionaire                                                   | 2016                  | 30-07-2016            | tip4            | -            | met Digital Farm Animals & Cash Cash                                                     |

| Single met hitnotering(en) in de Vlaamse Ultratop 50 | Datum van verschijnen | Datum van binnenkomst | Hoogste positie | Aantal weken | Opmerkingen                                                |
| ---------------------------------------------------- | --------------------- | --------------------- | --------------- | ------------ | ---------------------------------------------------------- |
| Ride wit' me                                         | 2001                  | 30-06-2001            | 27              | 12           | met City Spud                                              |
| Batter up                                            | 2001                  | 20-10-2001            | tip8            | -            | met St. Lunatics                                           |
| Girlfriend                                           | 2002                  | 13-04-2002            | 34              | 10           | met *NSYNC                                                 |
| Hot in herre                                         | 2002                  | 06-07-2002            | 7               | 20           |                                                            |
| Dilemma                                              | 2002                  | 02-11-2002            | 1(6wk)          | 21           | met Kelly Rowland / Nr. 1 in de Radio 2 Top 30             |
| Work it                                              | 2003                  | 15-03-2003            | 26              | 8            | met Justin Timberlake                                      |
| Shake ya tailfeather                                 | 2003                  | 18-10-2003            | 22              | 9            | met P. Diddy en Murphy Lee                                 |
| Iz U                                                 | 2003                  | 20-12-2003            | tip4            | -            |                                                            |
| My place                                             | 2004                  | 18-09-2004            | 17              | 9            | met Jaheim Nr. 11 in de Radio 2 Top 30                     |
| Till ya head back                                    | 2004                  | 11-12-2004            | 34              | 10           | met Christina Aguilera / Nr. 17 in de Radio 2 Top 30       |
| Over and over                                        | 2005                  | 19-03-2005            | 19              | 11           | met Tim McGraw / Nr. 14 in de Radio 2 Top 30               |
| N dey say                                            | 2005                  | 16-07-2005            | tip3            | -            |                                                            |
| Nasty girl                                           | 2006                  | 28-01-2006            | 28              | 12           | met The Notorious B.I.G., Diddy, Jagged Edge & Avery Storm |
| Call on me                                           | 2006                  | 16-09-2006            | tip2            | -            | met Janet                                                  |
| Party people                                         | 2008                  | 24-05-2008            | tip5            | -            | met Fergie                                                 |
| Just a dream                                         | 2010                  | 27-11-2010            | 35              | 6            |                                                            |
| Lose control (let me down)                           | 2011                  | 05-11-2011            | tip94           | -            | met Keri Hilson                                            |
| Hey porsche                                          | 2013                  | 16-03-2013            | tip7            | -            |                                                            |
| Get like me                                          | 2013                  | 17-08-2013            | tip23           | -            | met Nicki Minaj & Pharrell                                 |
| 4x4                                                  | 2014                  | 18-01-2014            | tip35           | -            | met Miley Cyrus                                            |